# Brasile ai Giochi della XXII Olimpiade
Il Brasile ha partecipato ai Giochi della XXII Olimpiade di Mosca, svoltisi dal 19 luglio al 3 agosto 1980, con una delegazione di 106 atleti di cui 15 donne. Ha conquistato due  medaglie d'oro e due di bronzo.

## Medaglie
| Medaglia | Atleta                                                                                    | Sport            | Evento                                      |
| -------- | ----------------------------------------------------------------------------------------- | ---------------- | ------------------------------------------- |
| Oro      | Marcos Soares Eduardo Penido                                                              | Vela             | Classe 470                                  |
| Oro      | Lars Sigurd Bjorkström Alexandre Welter                                                   | Vela             | Classe Tornado                              |
| Bronzo   | João Carlos de Oliveira                                                                   | Atletica leggera | Salto triplo                                |
| Bronzo   | Jorge Luiz L. Fernandes Marcus Laborne Mattioli Ciro Marques Delgado Djan Garrido Madruga | Nuoto            | Staffetta 4x200 metri stile libero maschile |

### Medaglie per disciplina
| Sport            | Oro | Argento | Bronzo | Totale |
| ---------------- | --- | ------- | ------ | ------ |
| Vela             | 2   | 0       | 0      | 2      |
| Atletica leggera | 0   | 0       | 1      | 1      |
| Nuoto            | 0   | 0       | 1      | 1      |

## Risultati

### Pallacanestro
- Uomini

| Atleta | Classifica |
| --- | ---------- |
| V · D · M Nazionale brasiliana - Pallacanestro ai Giochi della XXII Olimpiade - Torneo maschile 4 André · 5 Luiz Gustavo · 6 Saiani · 7 Carioquinha · 8 Wagner · 9 Marquinhos · 10 Gilson · 11 Marcel · 12 Adilson · 13 Marcelo · 14 Oscar · 15 Cadum · All. Cláudio Mortari | 5°         |
| Nazionale brasiliana - Pallacanestro ai Giochi della XXII Olimpiade - Torneo maschile |            |
| 4 André · 5 Luiz Gustavo · 6 Saiani · 7 Carioquinha · 8 Wagner · 9 Marquinhos · 10 Gilson · 11 Marcel · 12 Adilson · 13 Marcelo · 14 Oscar · 15 Cadum · All. Cláudio Mortari                                                                                                 |            |